# Liste der Gedenktafeln im Bezirk Friedrichshain-Kreuzberg
Diese Seite gibt einen Überblick über Gedenktafeln in dem Berliner Bezirk Friedrichshain-Kreuzberg.
- Liste der Gedenktafeln in Berlin-Friedrichshain
- Liste der Gedenktafeln in Berlin-Kreuzberg